# Melanotrichus atriplicis
Melanotrichus atriplicis är en insektsart som beskrevs av Knight 1968. Melanotrichus atriplicis ingår i släktet Melanotrichus och familjen ängsskinnbaggar. Inga underarter finns listade i Catalogue of Life.